# Bagasse

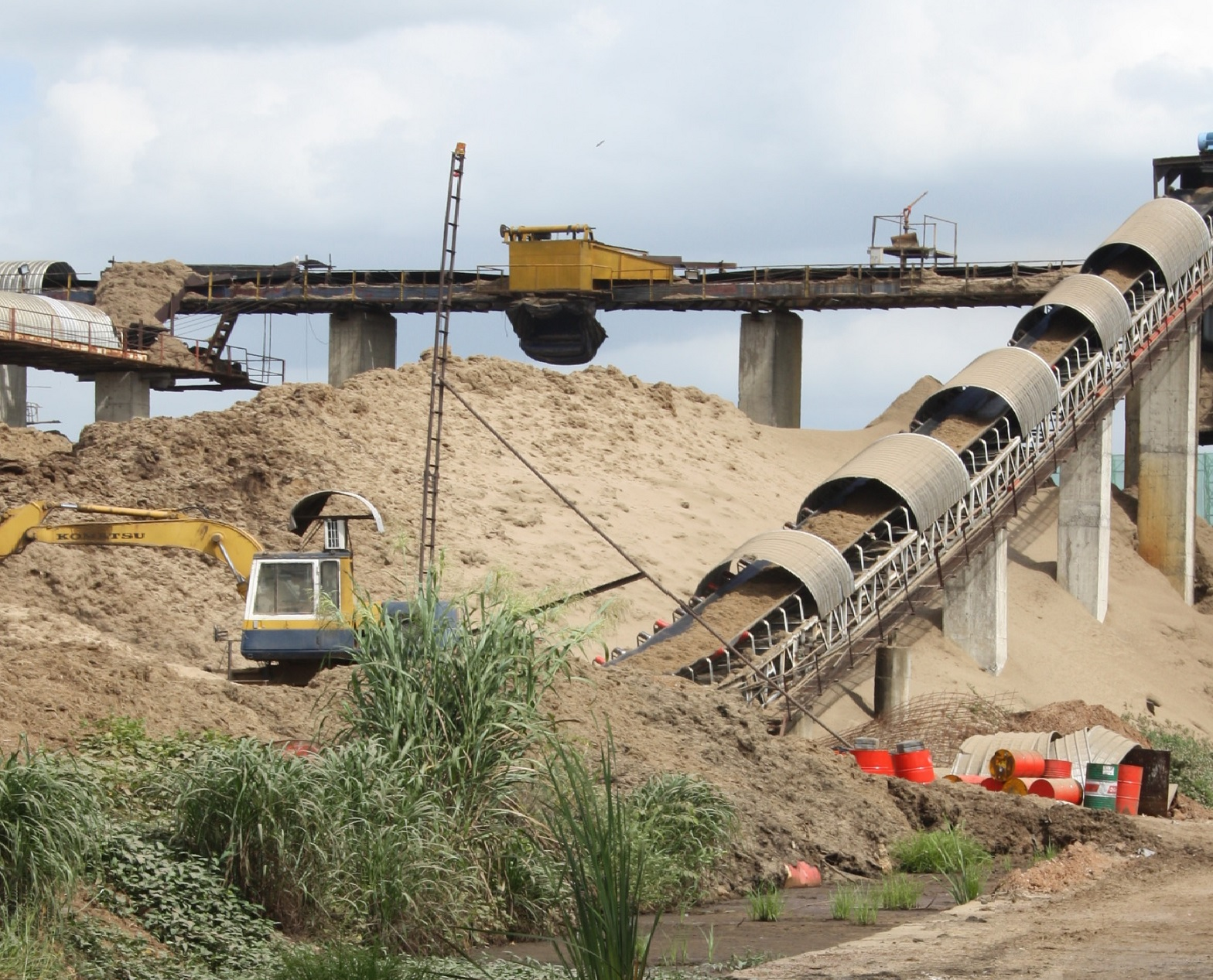
Bagasselager Si Thep, Thailand

Als Bagasse bezeichnet man die faserigen, gemahlenen Überreste, die bei der Zuckerfabrikation nach dem Auspressen von Zuckerrohr oder bei der Gewinnung von Sirup aus Zuckerhirse zurückbleiben.
Bagasse ist ein Nebenprodukt und kann vielseitig weiter verwendet werden.

## Etymologie
Das Wort Bagasse stammt aus dem Französischen und ursprünglich aus dem Lateinischen. Das von lateinisch baca („Beere“) abstammende spanische Wort bagazo für „Rückstände nach dem Auspressen, insbesondere beim Zuckerrohr“ ist ab 1600 belegt und wurde vor allem in Südamerika verwendet. Spanisch bagazo wurde ins Französische als bagasse entlehnt mit der Bedeutung „Rückstand des Zuckerrohrs nach dem Auspressen“. Französisch bagasse ist erstmals 1724 bei Jean-Baptiste Labat belegt, in einem Bericht über Martinique in Labats Werk Nouveau voyage aux îles de l’Amérique.
Im Spanischen bezeichnet bagazo heute verschiedene landwirtschaftliche Nebenprodukte und Reststoffe, unter anderem Rückstände bei der Verarbeitung von Weintrauben, Braumalz, Zuckerrohr, Oliven und Agaven. Im Französischen wurde die Bezeichnung bagasse im 19. Jahrhundert nicht nur für die Rückstände des Zuckerrohrs, sondern auch für ausgepresste Weintrauben und Oliven verwendet und heute noch für Rückstände der Indigopflanze bei der Gewinnung von Indigo. Im Deutschen werden mit Bagasse in der Regel die ausgepressten Rückstände des Zuckerrohrs bezeichnet, jedoch auch die ausgepressten Rückstände der Zuckerhirse (Sorghum bicolor). Andere landwirtschaftliche Pressrückstände werden als Trester, Pülpe oder Presskuchen bezeichnet.
Meyers Großes Konversations-Lexikon von 1905 und Brockhaus’ Kleines Konversations-Lexikon von 1911 verzeichneten neben Bagasse auch die Nebenform Begasse, ebenso noch heute der Duden. Die Variante Begasse ist heute nicht mehr gebräuchlich. Schon die Lexika von Pierer (1857) und Lueger (1904) gaben nur die Wortform Bagasse an, ebenso beispielsweise das umfangreiche Deutsche Wörterbuch von Wahrig (1966).

## Verarbeitung von Zuckerrohr

### Nebenprodukt
Das geerntete Zuckerrohr wird in Zuckerrohrmühlen verarbeitet, indem der zuckerhaltige Saft aus den Pflanzen herausgepresst wird (Pressextraktion). In einigen Fabriken sind jedoch auch Diffuseure im Einsatz, die den Zucker im Diffusionsprozess extrahieren. Während der gewonnene Saft in Absetzer geleitet wird, wird die als Nebenprodukt zurückbleibende Bagasse auf Halden gefahren. Dabei fallen bei 100 Tonnen Zucker aus Zuckerrohr etwa 34 Tonnen Bagasse als Nebenprodukt an. Weltweit wurden 1995 60–70 Millionen Tonnen Bagasse produziert.

### Nutzung
Die Bagasse kann in der Chemie, Industrie und Viehzucht verwendet werden.
Bagasse besteht zu 40 bis 60 % aus Cellulose, zu 20 bis 30 % aus Hemicellulosen und zu etwa 20 % aus Lignin. Es kann energetisch als Festbrennstoff genutzt werden. Dies geschieht in der Regel bereits in der Zuckerfabrik, wo die Energie aus der Verbrennung zur Erzeugung der bei der Zuckerproduktion benötigten elektrischen Energie und Wärme genutzt werden kann.
Wird das Lignin entfernt und der Rest mit Zuckerrohrmelasse und eiweißhaltigen Futtermitteln gemischt, kann Bagasse auch an Vieh verfüttert werden.
Stofflich wird Bagasse vor allem in der Zellstoffindustrie zur Herstellung von Pappen (Verpackungsmaterial, Bagasseschalen) und Baumaterialien genutzt. Die enthaltenen Hemicellulosen, vor allem das aus dem C5-Zucker Xylose aufgebaute Polysaccharid Xylan kann chemisch-technisch und enzymatisch zur Gewinnung von Grundchemikalien, vor allem Furfural und Lävulinsäure, genutzt werden und ist entsprechend auch für eine Nutzung in der integrierten Bioraffinerie von Interesse.